# Leandro Euzébio
Leandro Euzébio est un footballeur brésilien né le 18 août 1981. Il évolue au poste de défenseur central.

## Palmarès

### Cruzeiro
- Championnat de l’État du Minas Gerais en 2006

### Fluminense
- Champion du Brésil en 2010, 2012
- Championnat de l’État de Rio de Janeiro en 2012